# هنريتا واتسون
هنريتا واتسون (بالإنجليزية: Henrietta Watson)‏ هي ممثلة بريطانية (وحملت سابقاً جنسية المملكة المتحدة لبريطانيا العظمى وأيرلندا)، ولدت في 1873 بدندي في المملكة المتحدة، وتوفيت في 29 سبتمبر 1964 بلندن في المملكة المتحدة.

## وصلات خارجية
- هنريتا واتسون على موقع IMDb (الإنجليزية)
- هنريتا واتسون على موقع قاعدة بيانات برودواي على الإنترنت (الإنجليزية)
- هنريتا واتسون على موقع قاعدة بيانات الفيلم (الإنجليزية)